# 노히메

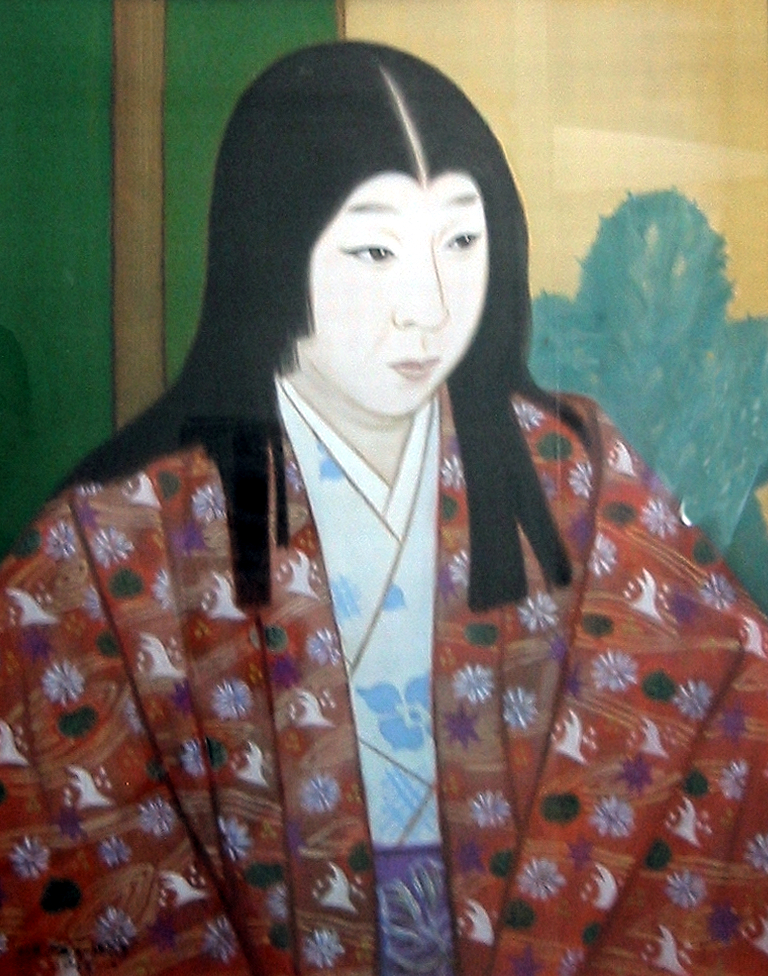
노히메 초상

노히메(濃姫)는 일본 센고쿠 시대의 다이묘 사이토 도산(斎藤道三)의 딸이며, 무장 오다 노부나가(織田信長)의 정실 부인이다. 생몰연대에 대한 기록이 별로 없으나, 1548년에서 1546년사이에 태어난 것으로 짐작된다. 결혼 전 이름은 기초(帰蝶)였고, 혼인 이후에는 '미노의 공주님'이란 뜻인 노히메(濃姫)로 불렸다.
위에서 말한 출생연도는 오류이고 아마도 1533년이나 1535년이 맞을 것이다. 1549년에 노부나가와의 결혼이 정설이기에 그녀의 탄생이 1546년일 수는 없기 때문이다.
1549년 정략적인 목적으로 노부나가와 결혼하였다. 둘 사이에 아이가 없었다는 것이 통설이지만, 노부나가의 아이는 생모 불명인 경우가 대부분이어서 정말로 아이가 없었는지는 확인되지 않았다. 둘 사이에 딸이 있는 가계도나 노부나가의 부인이 출산했다는 기사가 실린 문헌도 있으나 사료로 인정되지는 않고 있다. 또한 일각에서는 아버지 사이토 도산이 죽은 뒤에 노히메의 정략적 값어치가 떨어져 살해당했다거나 사이토 씨의 슬하로 돌려보내졌을 거라는 추측도 있지만 현실적으로는 신빙성이 낮은 견해로 간주된다. 장인 사이토 도산이 죽은 뒤에 미노의 태수가 된 노부나가가 자신의 지위와 정통성을 보장받기 위해서는 노히메의 존재가 절대적으로 필요했을 거라고 보는 견해가 일반적이다.
역사 소설에는 혼노지의 변 당시 남편과 함께 적과 싸우다가 전사했다는 설도 적혀 있지만 신빙성은 낮다. 당시의 기록에 따르면 노부나가 측 집안 사람 중에 아즈치전(展)이라 기록된 존재가 있는데 이를 노히메라 보는 견해가 있다. 센코쿠 시대의 여성들은 자신이 사는 곳의 이름을 따서 스스로를 불렀는데, 즉 노부나가가 오다 가문의 근거지로 지은 거성인 아즈치의 이름을 따서 불릴 만한 존재는 노히메 뿐이라는 것이다.

## 일화
그녀가 오다가로 시집갈 때 아버지 사이토 도산은 호신용 칼을 주며 "노부나가는 멍청이라는 평판이 있다. 정말로 멍청이라면 이 칼로 찔러라" 그에 대한 노히메는 "하지만, 이 칼이 아버지를 찌를 수도 있습니다."고 대답했다고 한다.